# El cas del senyor Palau
El cas del senyor Palau és una farsa en tres actes i en vers, original de Josep Maria de Sagarra, estrenada al teatre Novetats de Barcelona, la vetlla del 19 d'abril de 1930. Ambientada en els baixos fons, va ser considerada per la crítica com una comèdia «francament dolenta».

## Repartiment de l'estrena
- Reparada, 65 anys, mare del senyor Palau: Maria Morera.
- Francisca, 25 anys, dona del senyor Palau: Pepita Fornés.
- Berta, 35 anys, amiga del senyor Palau: Emília Baró.
- La tia Felipa, 60 anys, tia del senyor Palau: Maria Teresa Gay.
- Munda, 50, senyora mitjancera: Dolors Peris.
- Mimí, 30 anys, cosina del senyor Palau: Enriqueta Alemany.
- Quimeta, 20 anys, noia que no parla: Maria Teresa Gay.
- Roseta, 20 anys, noia més o menys de la vida: Maria Álvarez.
- Senyor Palau, 43 anys: Domènec Aymerich.
- Comabella, 60 anys, tutor de Francisca: Antoni Gimbernat.
- Casulleres, 55 anys, poca-vergonya: Avel·lí Galceran.
- Quimet, 35 anys, cosí de Francisca: Just Gómez.
- Doctor Tarragó, 50 anys: Ramon Banyeras.
- Sagristà, 40 anys, cafeter: Josep Soler.
- Un criat del senyor Palau, 30 anys: Francesc Ferràndiz.